# Augusto Barazzuoli
Augusto Barazzuoli (Monticiano, 15 agosto 1830 – Firenze, 10 dicembre 1896) è stato un politico e avvocato italiano.

## Biografia
Eletto per la prima volta alla Camera nel 1867 nel collegio di Colle di Val d’Elsa, venne confermato in quel seggio parlamentare dalla X alla XIX legislatura; fu Ministro dell’agricoltura, dell'industria e del commercio del Regno d'Italia nell'ultimo governo Crispi